# اولیویا چنس
اولیویا چنس (انگلیسی: Olivia Chance؛ زادهٔ ۵ اکتبر ۱۹۹۳) بازیکن فوتبال اهل نیوزیلند است که در حال حاضر برای باشگاه فوتبال کولباتن بازی می‌کند.
از باشگاه‌هایی که در آن بازی کرده است می‌توان به باشگاه بریدابلیک و باشگاه فوتبال زنان اورتون اشاره کرد.
وی همچنین در تیم‌های ملی فوتبال زیر ۱۷ سال و زنان نیوزیلند بازی کرده است.

## دوران دانشگاهی
اولیویا چنس در سال ۲۰۱۲ به تیم سوت فلوریدا بولز پیوست. در سال اول خود، او به تیم برترین‌های رقابت‌ها راه یافت که نشان‌دهنده استعداد و توانایی‌های او در فوتبال دانشگاهی بود. چنس در طول چهار فصل حضور خود در این تیم، عملکرد بسیار خوبی داشت و در سه فصل ۲۰۱۳، ۲۰۱۴ و ۲۰۱۵، به عنوان بهترین گلزن تیم شناخته شد. او در مجموع ۳۱ گل در ۷۹ بازی به ثمر رساند که این آمار نشان‌دهنده تأثیرگذاری او بر تیم و نقش کلیدی‌اش در موفقیت‌های تیمی است. این دوران تحصیلی به او این امکان را داد تا مهارت‌های خود را بهبود بخشد و تجربه‌های ارزشمندی را کسب کند که در ادامه مسیر حرفه‌ای‌اش به کار آمد.

## دوران باشگاهی
چنس فوتبال باشگاهی خود را با تیم کلاودلندز روورز آغاز کرد. او در این تیم کمک کرد تا این باشگاه به اولین تیم غیر اوکلند در ۱۵ سال اخیر تبدیل شود که موفق به کسب جام ملی زنان می‌شود. این موفقیت نه تنها به چنس بلکه به کل تیم اعتبار زیادی بخشید.

### بریدابلیک
در ژوئیه ۲۰۱۶، چنس با باشگاه ایسلندی باشگاه بریدابلیک از لیگ برتر فوتبال زنان ایسلند قرارداد امضا کرد. این انتقال به او این فرصت را داد تا در یک لیگ اروپایی رقابت کند و تجربه‌های جدیدی کسب کند. او در این تیم به خوبی درخشید و توانست مهارت‌های خود را در سطح بالاتری به نمایش بگذارد.

### اورتون
چنس در فوریه ۲۰۱۷ به باشگاه انگلیسی باشگاه فوتبال زنان اورتون منتقل شد. او در این تیم در مجموع نه بازی در بهار ۲۰۱۷ انجام داد و دو گل به ثمر رساند.

### بریزبن رور
در نوامبر ۲۰۲۰، چنس انگلستان را ترک کرد و به باشگاه استرالیایی بریزبن رور پیوست. با این انتقال او در لیگ زنان استرالیا بازی کرد و تجربه‌های جدیدی کسب نمود.

### سلتیک
در اوت ۲۰۲۱، پس از بازی‌های المپیک تابستانی ۲۰۲۰، چنس به تیم اسکاتلندی باشگاه فوتبال زنان سلتیک پیوست.

## دوران ملی
چنس عضو تیم ملی فوتبال زیر ۱۷ سال زنان نیوزیلند در جام جهانی فوتبال زنان زیر ۱۷ سال ۲۰۱۰ بود و در تمام سه بازی این تیم در مرحله نهایی در ترینیداد و توباگو شرکت کرد.
اولیویا چنس و تری امبر کارلسون تنها دو بازیکن جدیدی بودند که در ترکیب تیم ملی زنان نیوزیلند برای جام قبرس ۲۰۱۱ به تیم ملی دعوت شدند، جایی که او در اولین بازی خود در تاریخ ۲ مارس ۲۰۱۱ در برابر تیم ملی فوتبال زنان هلند در یک شکست ۴–۱ به میدان رفت.
چنس به عنوان یکی از اعضای تیم ملی برای بازی‌های المپیک تابستانی ۲۰۲۰ انتخاب شد و تلاش‌های او در دنیای فوتبال منتج به نتایج مثبت شد.
چنس در طول دوران حرفه‌ای خود در لیگ‌های مختلف و تیم ملی به تجربه‌های زیادی دست یافته و در هر باشگاه و تیم ملی که بازی کرده، نقش خود را ایفا کرده است. او با حضور در تیم‌های مختلف، به جمع‌آوری تجربه و مهارت‌های خود پرداخته و همواره در تلاش برای بهبود عملکردش بوده است.